# 侏碱茅
侏碱茅（学名：Puccinellia minuta）为禾本科碱茅属下的一个种。